# Polycopiella
Polycopiella is een geslacht van kreeftachtigen uit de klasse van de Ostracoda (mosselkreeftjes).

## Soorten
- Polycopiella ampla Chavtur, 1983
- Polycopiella angustiloba Chavtur, 1983
- Polycopiella aspera Chavtur, 1979
- Polycopiella augustiloba Chavtur, 1983
- Polycopiella elongata (Hartmann, 1954) Chavtur, 1981
- Polycopiella helgolandica (Klie, 1936) Chavtur, 1981
- Polycopiella longipes (Hartmann, 1954) Chavtur, 1981
- Polycopiella microdentata Chavtur, 1979